# Blink-182 (album)
Blink-182 – piąty album studyjny zespołu Blink-182. Album został wyprodukowany przez Jerry’ego Finna, i został wydany 18 listopada 2003 przez Geffen Records. Krążek otrzymał pozytywne recenzje od krytyków muzycznych. Zostały wydane cztery single - "Feeling This", "I Miss You", "Down" i "Always", a każdy ukazał się na kompilacji największych przebojów grupy. Blink-182 była ostatnią płytą studyjną zespołu przed przerwą rozpoczętą w 2005 roku. 

## Lista utworów
Lista utworów z pierwszego wydania albumu:
| Nr  | Tytuł utworu                        | Długość |
| --- | ----------------------------------- | ------- |
| 1.  | „Feeling This”                      | 2:52    |
| 2.  | „Obvious”                           | 2:43    |
| 3.  | „I Miss You”                        | 3:47    |
| 4.  | „Violence”                          | 5:20    |
| 5.  | „Stockholm Syndrome”                | 2:41    |
| 6.  | „Down”                              | 3:03    |
| 7.  | „The Fallen Interlude”              | 2:12    |
| 8.  | „Go”                                | 1:53    |
| 9.  | „Asthenia”                          | 4:19    |
| 10. | „Always”                            | 4:11    |
| 11. | „Easy Target”                       | 2:20    |
| 12. | „All Of This”                       | 4:40    |
| 13. | „Here’s Your Letter”                | 2:54    |
| 14. | „I'm Lost Without You”              | 6:21    |
| 15. | „Anthem Part Two (Live in Chicago)” | 3:46    |
|     |                                     | 53:02   |